# 247821 Coignet
247821 Coignet è un asteroide della fascia principale. Scoperto nel 2003, presenta un'orbita caratterizzata da un semiasse maggiore pari a 3,1520215 au e da un'eccentricità di 0,1254925, inclinata di 11,46229° rispetto all'eclittica.